# Club Snagov
Club Snagov este fosta Vila Muntenia de pe malul Lacul Snagov la circa 35 km nord-est de București, în Ilfov, România.
Club Snagov este un hotel de 5 stele și centru de conferințe.    amplasat pe malul Lacul Snagov, din Snagov, (25 minute / 35 km depărtare de București) în România. 
Hotelul are 21 de camere, dispuse pe 2 niveluri. Cele 6 restaurante sunt: Salonul Venețian (104p), Salonul Englezesc (40p), Salonul Franțuzesc (38p), Grădina Versailles (80-100p), Pavilionul Lac (100-150p) și Debarcader (28 and 50-100p).

Facilități: piscină interioară și exterioară cu bar, centru spa, sală de jocuri, teren de minigolf, parcare păzită în incintă.

Servicii plătite: excursie cu șalupa pe lacul Snagov, închirieri de caiace și biciclete și excursii ghidate, vizitarea ariei naturale protejate.

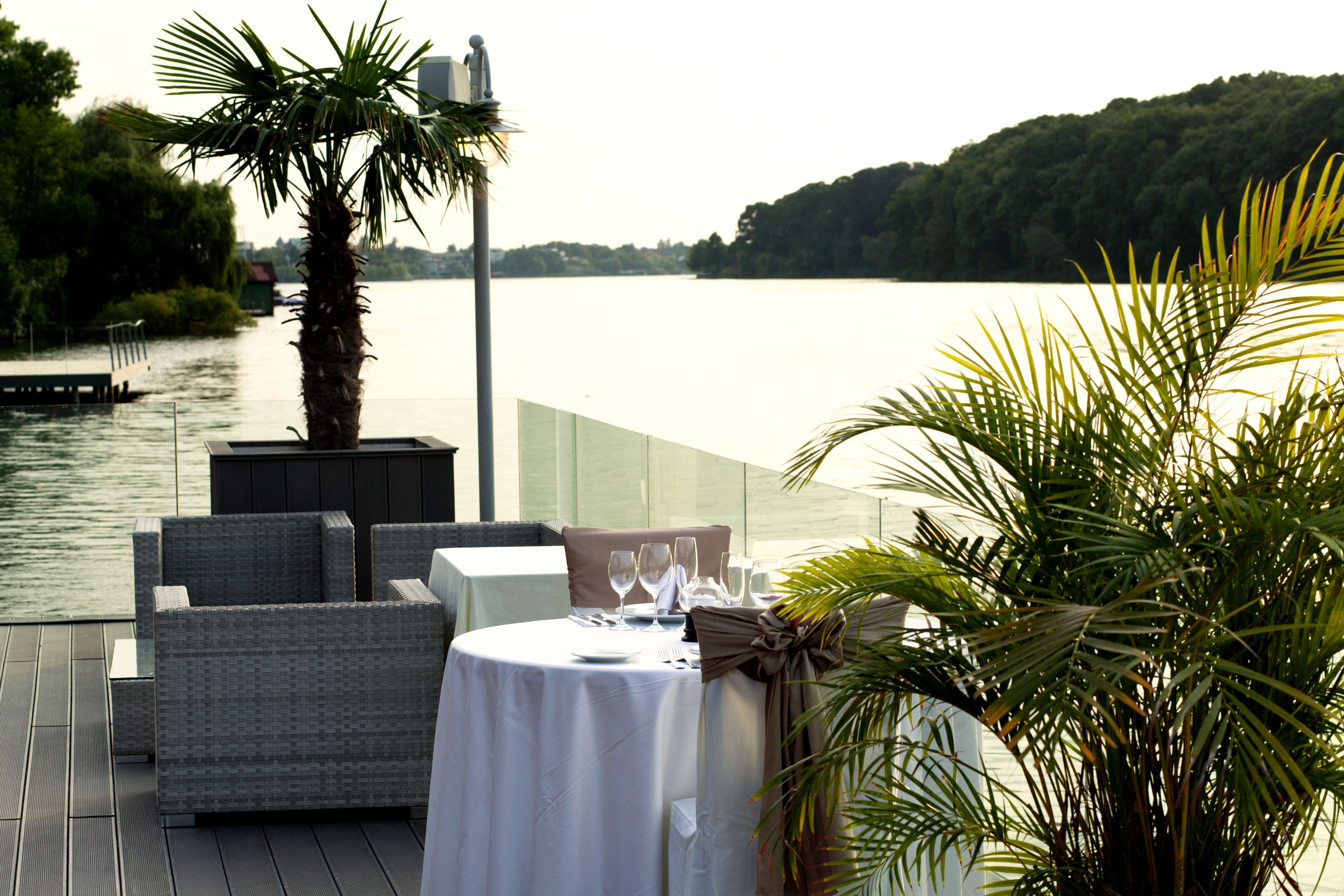
Snagov Club - pe debarcader - malul lacului Snagov

## Istorie

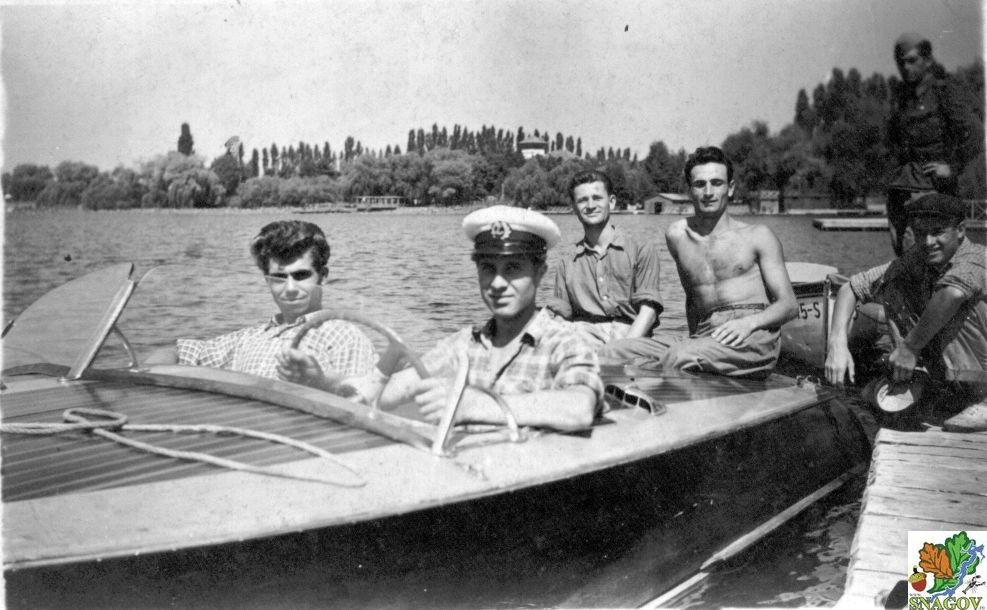
Muncitori locali la debarcaderul vilei Muntenia, în șalupa Riva (a regelui Mihai) în perioada comunistă

Vila Muntenia a fost construită în 1953 sub supravegherea rusă, într-o perioadă în care pe malul Lacul Snagov au fost construite Complexul Astoria, Vila Rustica și alte câteva vile de lux.
Liderii ruso-comuniști precum Ana Pauker, Emil Bodnăraș etc., au avut nevoie să justifice cumva ocuparea frumoaselor vile (aproximativ 39) construite pe malul lacului Snagov între anii 1931-1939 (în principal) de oameni de afaceri evrei (prietenii - Camarila lui Carol al II-lea al României).
Astfel ca varianta  oficială a fost că "Snagov este o stațiune renumită și importantă unde cei mai merituoși muncitori, membri ai sindicatelor, merită să se odihnească". Astfel că vor fi construite noi vile, moderne iar cele vechi, naționalizate - ale exploatatorilor capitaliști - vor fi modificate.
În câțiva ani, numărul total de vile de pe marginea lacului Snagov a ajuns la aproximativ 70 de vile.
De fapt, până la un total de aprox. 165 de vile au fost construite pe malul lacului Snagov în perioada comunistă a României [1944-1989] în stilul realismului socialist, cu ajutorul câtorva arhitecți precum celebrul Cezar Lăzărescu.
Utilizarea inițială a acestor vile a fost pentru scurte vacanțe, în special pentru serii de familii ale sindicaliștilor - numiți "stahanoviști" (muncitori   care depășeau normele de lucru de mai multe ori - a se vedea mișcarea stahanovistă).
Dar, în timp, liderii comunisti au reconsiderat succesiv cele mai importante categorii sociale care urmau a fi recompensate de sistem cu vacanțe în vilele de la Snagov: "stahanoviștii" inițiali, au fost curând înlocuiți cu șefii direcți ai acestora, apoi după câțiva ani - înlocuiți cu directorii acestora, apoi cu directorii fabricilor in cauza și pe la începutul anilor '80 - cu Nomenklatura comunistă: miniștri și conducerea Comitetului Central al Partidul Comunist Român.
Timp de mai bine de o jumătate de secol, Vila Muntenia a avut un rol major între cele circa 165 de vile administrate de comuniști  pe malul lacului Snagov. A fost principalul furnizor de mâncare pentru toți cei care au venit la Snagov pentru odihnă și distracție: muncitori sindicaliști, muncitori comuniști din elită, turiști, atleți, membri ai nomenclaturii comuniste, numeroasele mese oficiale, petreceri și chiar mai multe festivaluri relevante la nivel național . Așadar, locația a devenit renumită pentru excelenta mâncare furnizată - inclusiv importantele recepții ;i evenimente oficiale (nivel internațional - șefi de stat). Dintre cele mai populare feluri de mâncare: înghețată în 3 culori, mâncare din pește, platouri reci și calde. Personalul utilizat a fost cel mai verificat, de încredere și bun din punct de vedere profesional - din România.
Astfel, în perioada comunistă (timp de circa 40 de ani), la Snagov, datorită prezenței conducătorilor comuniști la aceste vile și a recepțiilor oficiale, au fost furnizate meniuri de cea mai înaltă calitate a și cele mai bune servicii posibile.
Vila Muntenia a fost de asemenea (ca reper pe lac și amplasare a organizatorilor) linia oficială de plecare și de sosire a multor competiții naționale și internaționale de sporturi nautice, dintre care, o parte cu participări internaționale, precum Regata Snagov.
Vila Muntenia a fost și o excepție interesantă (una dintre puținele locuri din întreaga Românie comunistă), pentru că aici se puteau cumpăra țigări și băuturi străine. Și a mai existat chiar și o sală de jocuri de noroc mecanice. In conditiile in care astfel de produse și "activități" erau interzise oficial.
Cei mai importanți factori de decizie din perioada comunistă se adunau informal aici. Și într-o perioadă în care luxul și opulența nu erau permise, în haine aparent modeste, dar foarte curate, făcute din cele mai bune materiale, la Vila Muntenia aceștia au consumat cele mai bine preparate feluri de mâncare din cele mai bune produse - crescute în ferme speciale ale Partidului Comunist Român.
Astfel, Snagov Club continuă tradiția Vilei Muntenia în a găti și servi cele mai fine feluri de mâncare. Și clientela a rămas - mai mult sau mai puțin - aceeași "elită".